# Gordianus II.
Marcus Antonius Gordianus Sempronianus (asi 192 – leden či březen 238 Kartágo) byl římský císař vládnoucí spolu se svým otcem Gordianem I. v lednu či březnu 238. Jméno jeho matky ani bližší údaje o jeho rodině nejsou známy.

## Vláda
Na trůn Gordiana dosadili obyvatelé města Thysdru v provincii Africa, kteří zavraždili prokurátora císaře Maximina Thráka a od převratu patrně očekávali především amnestii za svůj zločin. Gordianus, jenž se stal spoluvládcem svého otce, sice nebyl politicky nezkušený (za Alexandra Severa zastával konzulát), pravděpodobně však postrádal větší vojenskou praxi – což se ukázalo jako rozhodující. Jeho narychlo sehnaná domobrana utrpěla u Kartága porážku od jednotek numidského legáta Capelliana, věrného dosavadnímu císaři, a on sám v boji padl. Vládl stejně jako otec zhruba dvacet dní.
Nad Gordianem II. bylo po smrti vyneseno damnatio memoriae, za panování Gordiana III. ho však spolu s otcem konsekrovali za boha.